# Heure ancienne
Pour les articles homonymes, voir Heure (homonymie).
Dans la mesure du temps, les heures anciennes correspondent à d'anciennes divisions conventionnelles du jour. Abandonnées aujourd'hui, elles sont différentes de nos heures actuelles.
Historiquement, certaines de ces heures anciennes sont reconnues comme « heures » dans leur appellation d'usage comme les « heures temporaires » ou les « heures canoniales », mais d'autres ne sont pas qualifiées, notamment dans la Haute Antiquité ; c'est le cas des « heures » employées en Mésopotamie et en Égypte.

## Caractéristiques
On peut constater que, quel que soit le type d'heure ancienne évoquée, ces heures auront des caractéristiques similaires, soit un intervalle de division « horaire » le plus souvent constant et une origine de comptage horaire conventionnelle ; de plus, en fonction des civilisations, des pays et des communautés où ces heures étaient en usage, le jour les concernant pourra lui aussi être différent. Pour éviter toute confusion on prendra ici les hypothèses suivantes :
- le jour solaire ou journée sera l'intervalle de temps compris entre le lever et le coucher du Soleil ;
- le nycthémère, sera la période correspondant à la succession d’une nuit et d’une journée[1], soit 24 de nos heures.
- la nuit, ici sera moins bien définie. Elle sera précisée au cas par cas.

- Exemples :

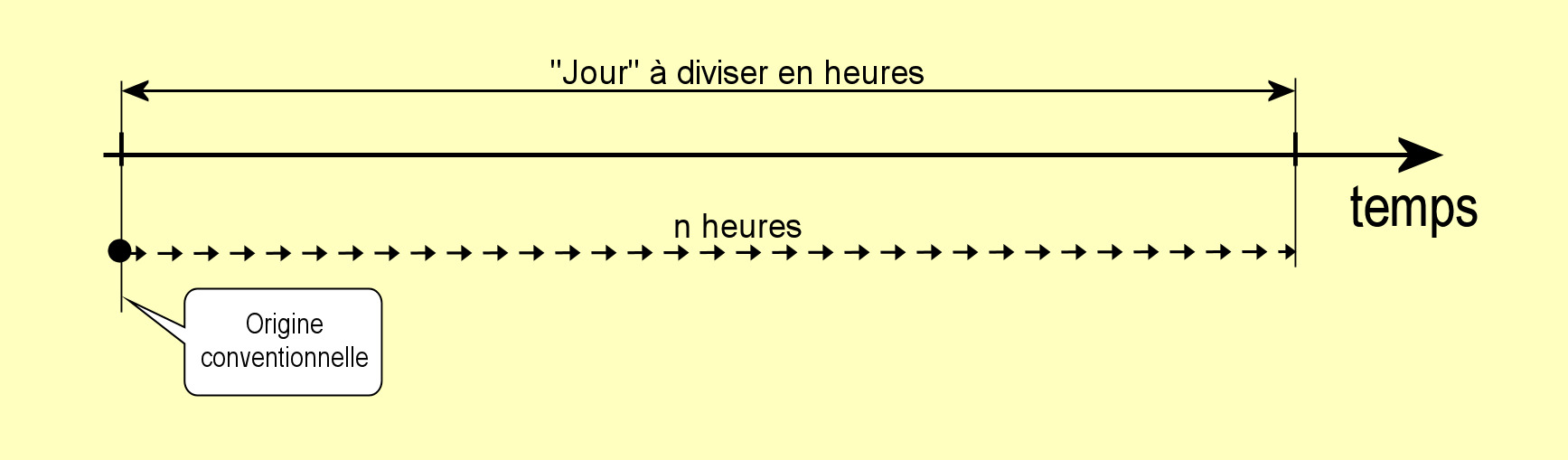
Schéma général de représentation des heures anciennes.

- chez les Romains la journée de lumière (entre le lever et le coucher du Soleil) était divisée en 12 heures, quelle que soit la longueur du jour solaire considéré au cours des saisons ; l'origine des heures du jour correspondait à l'instant du lever du Soleil ;
- en Italie, jusqu'au XVIIIe siècle, le jour de 24 heures égales était compté à partir du coucher du Soleil plus une demi-heure[2] ;
- au Moyen Âge, l'heure de nuit était parfois donnée par un instrument, le nocturlabe qui donnait « l'heure aux étoiles ». Cette heure correspondait et correspond toujours à la division du nycthémère en 24 parties, qui, au total, valent grossièrement 23 h 56 min de nos heures.

## Catégories
Les différents types d'heures anciennes avec leurs caractéristiques seront regroupées dans un ordre à peu près chronologique dans les différentes époques de notre Histoire, de l'Antiquité à l'époque moderne soit :
- les heures archaïques, en Mésopotamie, en Égypte, dans la haute Antiquité ;
- les heures temporaires de l'Antiquité à la fin du Moyen Âge ;
- les heures équinoxiales de l'Antiquité à l'époque moderne.